# Laccophilus alluaudi
Laccophilus alluaudi är en skalbaggsart som beskrevs av Régimbart 1900. Laccophilus alluaudi ingår i släktet Laccophilus och familjen dykare. Inga underarter finns listade i Catalogue of Life.